# Bernard le Bovier de Fontenelle
Bernard le Bovier de Fontenelle (Rouen, 11 febbraio 1657 – Parigi, 9 gennaio 1757) è stato un avvocato, scrittore e aforista francese.
Nei suoi scritti fu un anticipatore di molti temi dell'Illuminismo. La sua opera più celebre è Conversazioni sulla pluralità dei mondi (1686).

## Biografia
Bernard le Bovier de Fontenelle, figlio di un avvocato al Parlamento della Normandia e della sorella del grande drammaturgo Pierre Corneille, nasce a Rouen l'11 febbraio 1657. Dal 1665 al 1673 compie brillanti studi al collegio gesuita (Collège de Bourbon) della città natale, già frequentato dagli zii. Destinato dal padre all'avvocatura, studiò diritto, ma riuscì a perdere l'unica causa che sostenne, ben deciso invece a seguire la sua inclinazione per la letteratura.
Associato al lavoro di redazione dallo zio Thomas Corneille che dirigeva a Parigi il Mercure galante insieme con Jean Donneau de Visé, vi stampò ventenne le sue prime poesie (L'amour noyé  e l'Histoire de mes conquêtes) imparando al contempo a scrivere con facilità su ogni genere di argomenti. Le sue prime opere Psyché (1678) e Bellérophon (1679) furono rappresentate sotto il nome dello zio. Scrisse in seguito una commedia in un atto, La comète, che fu rappresentata nel 1680 sotto il nome di Visé. In essa, qualche anno prima di Bayle, Fontenelle attacca gli astrologi, i Rosacroce e le ingenue credenze popolari. Meno fortunata la sua prova con la tragedia Aspar, rappresentata nel 1681 e travolta dai fischi.
A partire dal 1685 si stabilisce a Parigi vivendo in stretta amicizia con l'Abbé de Saint-Pierre, suo compaesano, lo storico de Vertot, e il matematico Pierre Varignon. Fontenelle conosce il suo primo vero grande successo pubblicando i Nouveaux dialogues des morts (1683) ma il pubblico accoglie avidamente anche la galanteria delle sue Lettres du chevalier d'Her***  pubblicate mantenendo l'anonimato. Nel 1686 Bayle pubblica sulle Nouvelles de la République des Lettres  la sua Relation curieuse de l'île de Borneo, e nello stesso anno compaiono sia la rielaborazione del De oraculis Ethnicorum di Van Dale, l'Histoire des Oracles, e l'opera che costituisce il suo capolavoro, Conversazioni sulla pluralità dei mondi (Entretiens sur la pluralité des mondes), in cui espone l'idea che i pianeti del sistema solare siano abitati e descrive civiltà su Mercurio, Venere e Saturno. È stato citato come primo romanzo di fantascienza ben costruito sui mondi extraterrestri e rimase l'opera più popolare del genere fino alla fine del XVIII secolo. Allo stesso periodo appartengono i suoi notevoli Doutes sur le système physique des causes occasionelles in cui critica Nicolas Malebranche.
Quando comincia la "Querelle des Anciens et des Modernes" ("Disputa tra gli Antichi e i Moderni"), Fontenelle si schiera con Perrault e Lamotte-Houdar per i Moderni, contro Boileau e Racine che parteggiavano per gli Antichi, intervenendo con la Digression sur les Anciens et les Modernes (1688). Già aveva fatto comparire il suo Eloge de Pierre Corneille nel giornale di Bayle (1685), che sarà ristampato con notevoli cambiamenti nell'Histoire de l'Acadèmie française dell'Abbé d'Olivet nel 1729.
Eletto membro dell'Académie Française, nel 1697 diventa anche membro dell'Académie des Sciences, consesso di cui sarà per oltre un quarantennio, a partire dal 1699, segretario perpetuo, assolvendo magistralmente alle sue funzioni di biografo degli accademici via via scomparsi e di espositore delle ricerche condotte anno per anno nell'Académie. Nel 1701 è nominato membro anche dell'Académie des inscriptions et belles-lettres e sarà membro onorario della Royal Society londinese, dell'Accademia delle Scienze di Berlino e dell'Accademia dell'Arcadia di Roma. L'edizione delle sue opere del 1724 contiene anche tre brevi scritti filosofici, su L'esistenza di Dio, su La felicità  e Sull'origine dei miti. I suoi Elementi della geometria dell'infinito sono del 1727, le sue Riflessioni sulla poetica del 1742, la Teoria dei vortici cartesiani del 1752.
Perfetto uomo di mondo, d'umore sempre eguale, dolce e raffinato, amava piacere e temeva ancor più di dispiacere. Quasi centenario, complimentò così una bella donna: "Ah, madame, se soltanto avessi di nuovo ottant'anni!".Non insensibile al successo, anteponeva la tranquillità d'animo alla gloria. Jean de La Bruyère l'ha giudicato astiosamente nel personaggio di Cydias. Era comunque una vivissima intelligenza; se rifiutava di correre inutili rischi, non mancava di risolutezza e di coraggio. Quando l'Abbé de Saint-Pierre fu escluso dall'Accademia, fu il solo a levarsi a protestare contro il provvedimento. Morì dolcemente, senza malattia, senza dolore, "par la seule necessité de mourir", come aveva detto di Duhamel, un mese prima di compiere cent'anni, il 9 gennaio 1757.

## Opere

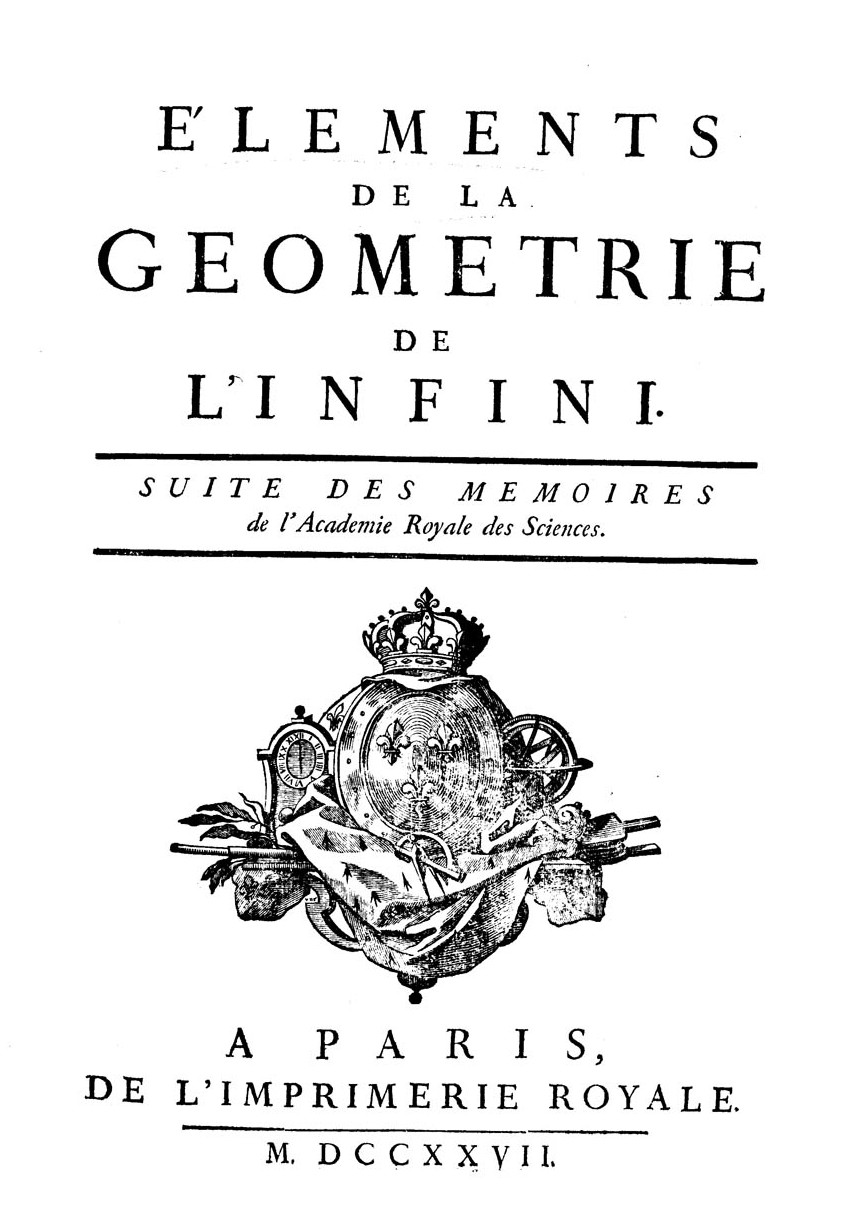
Élements de la geometrie de l'infini, 1727

- Histoire de l'Acadèmie royale des sciences, (57 vol), Imprimerie Royale, Paris 1702-1742;
- (FR) Bernard de Fontenelle, Élements de la geometrie de l'infini, Paris, de l'Imprimerie royale, 1727. URL consultato il 13 giugno 2015.
- Oeuvres, Paris, Les libraires associés, 1766, 11 vol.;
- Oeuvres, ediz. Depping, Paris-Berlin, 1818, 3 vol. (Slatktine Reprints, Genève 1968);
- (FR) Entretiens sur la pluralité des mondes, Paris, Gustave-Germer Baillière, 1850.
- Oeuvres complètes, a cura di A.Niderst, in corso di stampa dal 1989 presso l'editore Fayard, nel Corpus des Oeuvres de Philosophie en langue française;

Utili le edizioni critiche di Entretiens sur la pluralité des mondes, a cura di A. Calame, Nizet Paris 1984, e di De l'origine des Fables a cura di J.R. Carré, Alcan 1932.

### Traduzioni italiane
- Trattenimenti sulla pluralità dei mondi, a cura di B. Vestrini, Arezzo 1711.
- Istoria degli Oracoli (con la falsa indicazione del luogo di edizione: Parigi 1749 "in vendita a Venezia appresso Francesco Pitteri").
- Trattenimenti sulla pluralità dei mondi, con la falsa indicazione del luogo: Parigi, chez Brunet, trad. dell'abate A.Antonini nel 1748.
- Trattenimenti sulla pluralità dei mondi,  tr.it. di V. Garzia, Napoli nel 1765.
- Elogio di Malebranche, Massara, Capelli, Pavia 1818.
- Dialoghi de' morti, tip. Visay, Milano 1830.
- Dialoghi de' morti, R. Marotta e Vanspandoch, Napoli 1831.
- Trattenimenti sulla pluralità dei mondi, R. Marotta e Vanspandoch, Napoli 1831.
- Dialoghi de' morti, G. Jovene, Napoli 1840.
- La Storia degli Oracoli, G. Jovene, Napoli 1841.
- Trattenimenti sulla pluralità dei mondi, G. Jovene, Napoli 1841.
- Conversazioni sulla pluralità dei mondi, tr. Stefanoni, Milano 1877.
- Lezioni di flirt.  a cura di G. Valori, La Santa (Milano) Notari 1929.
- Conversazioni sulla pluralità dei mondi, tr. it. a cura di M. Meschini, Milano, Bompiani 1945.
- I dialoghi paradossali, a cura di R. Bartolozzi, Roma, Colombo 1945.
- Storia degli Oracoli, a cura di G. Falco, Milano, G. Muggiani 1947.
- Storia degli Agiaoiani,  a cura di G. Lissa (con ampia bibliografia), Guida Napoli 1979.
- Storia degli Oracoli, a cura di R. Campi, Medusa, Milano 2006.
- La Cometa, a cura di A. Ausoni, Il Nuovo Melangolo, Genova 2007.